# Juli 2005
| Juli 2005 |
| Månader under 2005: Januari · Februari · Mars · April · Maj · Juni · Juli · Augusti · September · Oktober · November · December ← December 2004 · Januari 2006 → |

## Söndagen den 3 juli 2005
- Parlamentsval i Albanien.

## Måndag den 4 juli 2005
- NASA skjuter en liten projektil in i kometen "Tempel 1". Det ska leda till bättre informationer om kometernas inre.

## Onsdag den 6 juli 2005
- Olympiska sommarspelen 2012 - Madrid, Moskva, Paris och New York är utslagna ur röstningen. Tävlingen kommer att hållas i London.

## Torsdag den 7 juli 2005
- Terrordådet i London 2005.

## Fredag den 8 juli 2005
- Minnesdagen av den nordkoreanske presidenten Kim Il Sungs bortgång firas.
- G8-mötet i Skottland avslutas.

## Onsdag 13 juli 2005
- 24 barn dödas och 18 skadas i Bagdad när självmordsbombare slår till mot USA:s godisutdelande soldater.
- 100-tals döda och minst 1000 skadade i tågkrasch nära staden Ghotki i provinsen Sindh i södra Pakistan.

## Fredag 15 juli 2005
- Sju medlemmar av palestinska Hamas dödas vid Västbanken och Gazaremsan efter israeliska flygattacker. Två av de dödade var Hamasledare. I Gaza City skadades flera personer efter en bilbomb.[1]
- Fyra svenska berg skrivs upp på Unescos världsarvslista.
- Darko Sokacic och Lirim Seferi, som kidnappade Siba-direktören Fabian Bengtsson, döms till 10 respektive 6 års fängelse. Männen ska tillsammans betala 400 000 kronor till Bengtsson. Dessutom skall Sokacic själv betala 150 000 kronor till Bengtssons pappa. Båda männen utvisas ur Sverige på livstid.[2]

## Lördag 16 juli 2005
- Vid midnatt släpps Harry Potter och halvblodsprinsen av J.K. Rowling
- Minst fyra personer dödas i Kusadasi, Turkiet av självmordsbombning i minibuss.

## Söndag 17 juli 2005
- Tidigare brittiska premiärministern Sir Edward Heath, 89, avlider i sitt hem i Salisbury, Storbritannien.
- 11 spanska frivilliga brandmän dör i samband med bekämpning av en skogsbrand i provinsen Guadalajara.[3]
- 17 människor dödas i strider vid gränsen mellan Pakistan och Afghanistan.[4]
- 98 människor dödas i olika självmordsbomber i Bagdad, Irak.[5]

## Torsdag 21 juli 2005
- Nya bombningar i Londons tunnelbana.

## Fredag 22 juli 2005
- Misstänkt bombman skjuts till döds av polis i Stockwell, London.

## Lördag 23 juli 2005
- Minst 88 personer döda och 100 skadade av självmordsbombare i Sharm el-Sheikh, Egypten.[6]
- Courtney Love förs akut till sjukhus, där hon vårdades i respirator, efter att ha kollapsat på en fest.

## Söndag 24 juli 2005
- Minst 25 människor dödas av en självmordsbombare i Bagdad, Irak.[7]
- 56 människor dödas i en busskrasch i Kano, Nigeria.[8]

## Lördag 30 juli 2005
- Sudans vicepresident John Garang avlider i en helikopterkrasch vilket leder till upplopp i Khartoum.

## Söndag 31 juli 2005
- Den nederländske politikern och tidigare chefen för europeiska centralbanken, Wim Duisenberg, hittas död i sitt hus i Frankrike.[9]

### Fotnoter
1. ↑  ”Israeliska flygattacker – sju döda”. Aftonbladet. 15 juli 2005. https://www.aftonbladet.se/nyheter/a/QlMrnq/israeliska-flygattacker--sju-doda.
2. ↑  Aftonbladet 15 juli 2005 - Tio års fängelse för kidnappningen av Fabian Bengtsson
3. ↑  ”Spain blaze victims' bodies found” (på engelska). BBC News. 18 juli 2005. http://news.bbc.co.uk/2/hi/europe/4691815.stm.
4. ↑  ”'Militants' die in Pakistan clash” (på engelska). BBC News. 17 juli 2005. http://news.bbc.co.uk/2/hi/south_asia/4690297.stm.
5. ↑  ”Fuel truck bomb kills 98 in Iraq”. The Times of India. 18 juli 2005. Arkiverad från originalet den 8 juli 2012. https://archive.is/20120708113447/http://economictimes.indiatimes.com/fuel-truck-bomb-kills-98-in-iraq/articleshow/1173372.cms. Läst 13 juli 2018.
6. ↑  ”88 döda i ny bombattack mot svenskt turistparadis”. Expressen. 23 juli 2005. https://www.expressen.se/nyheter/88-doda-i-ny-bombattack-mot-svenskt-turistparadis/.
7. ↑  ”Baghdad lorry bomb targets police” (på engelska). BBC News. 24 juli 2005. http://news.bbc.co.uk/2/hi/middle_east/4712249.stm.
8. ↑  ”Nigeria bus crash kills 56 people” (på engelska). BBC News. 24 juli 2005. http://news.bbc.co.uk/2/hi/africa/4712657.stm.
9. ↑  ”Former ECB chief Duisenberg found dead” (på engelska). Financial Times. 1 augusti 2005. https://www.ft.com/content/77067b54-01da-11da-9481-00000e2511c8. Läst 13 juli 2018.